# Головатюк Роман Юрійович
Головатюк Роман Юрійович (30 вересня 1995, Красноставці, Чемеровецького району, Хмельницької області — 29 серпня 2024) — український кікбоксер.

## Життєпис
У 2012 році вступив у Подільський державний аграрно-технічний університет, у 2014 році почав займатися у секції кікбоксингу. Аспірант спеціальності 201 «Агрономія» (Подільський державний університет).

### Спортивна кар'єра
- У 12-16 травня 2016 завоював Кубок світу м. Будапешт (Угорщина) в розділі лоу-кік
- 22-24 вересня 2016 переміг на Кубку Європи з К-1 у м. Прага(Чехія)
- 17-23 жовтня 2016 на Чемпіонаті Європи у м. Марібор (Словенія) виборов ліцензію на World Games зайнявши 3 місце розділ К-1
- 15-18 травня 2017 зайняв 2 місце на Кубку світу у м. Будапешт (Угорщина) розділ К-1
- 23-26 липня 2017 року на Всесвітніх Іграх у м. Вроцлав (Польща) зайняв 3 місце(пізніше 2 місце через допінг-тест суперника) розділ К-1
- 27-30 вересня 2017 року вдруге завоював Кубок Європи в м. Прага (Чехія) розділ К-1
- 14-17 травня 2018 вдруге завоював Кубок світу м. Будапешт (Угорщина)але вже у розділі К-1
- 6-9 вересня 2018 зайняв 2 місце на Кубку Європи м. Прага (Чехія) розділ К-1
- 7-13 жовтня 2018 зайняв 3 місце на чемпіонаті Європи у м. Братіслава (Словаччина) розділ К-1
- 13-16 травня 2019 року зайняв 3 місце на Кубку світу у м. Будапешт(Угорщина) розділ К-1
- 16-22 жовтня 2019 року став Чемпіоном світу у м. Сараєво (Боснія і Герцеговина) розділ К-1
- 9-15 жовтня 2021 року зайняв 3 місце на Чемпіонаті світу у м. Лідо-ді-Єзоло (Італія) розділ лоу-кік

Заслужений майстер спорту України з кікбоксингу WAKO.

## Загибель
Під час російського вторгнення в Україну служив у Силах спеціальних операцій. Загинув 29 серпня 2024 (інформацію про смерть оприлюднено 31 серпня).

## Нагороди
- Звання Заслужений майстер спорту
- Медаль За працю і звитягу
- Відзнака За заслуги перед міською громадою
- Орден «За мужність» ІІІ ступеня (23 лютого 2024)[5]